# 劳伦丘·杜默诺尤
劳伦丘·杜默诺尤（羅馬尼亞語：Laurențiu Dumănoiu，1951年6月23日—2014年10月21日），罗马尼亚男子排球运动员。他曾代表罗马尼亚参加1972年和1980年夏季奥林匹克运动会排球比赛，其中1980年奥运会获得一枚铜牌。